# Stjepan Čuić
Stjepan Čuić (Bukovica, Tomislavgrad mellett) , 1945. április 1. – ) horvát prózaíró.

## Élete és pályafutása
1966-ban érettségizett Eszéken, majd a Zágrábi Egyetem Filozófiai Karán délszláv nyelveket és irodalmat, valamint oroszt tanult. 1975-től a „Vjesnik” folyóirat kiadásainak nyelvi lektora volt. 1979-től 1990-ig a horvát nyelv tanára volt a Bambergi Egyetemen. A Tlo hetilap főszerkesztője volt (1970–1971). 1961 óta publikál elbeszéléseket a Modra lasta, a Revija, a Polet, a Republica, a Forum, a Dometi, a Život stb. folyóiratokban. Számos elbeszéléskötete jelent meg, melyek tematikailag leginkább szülőföldjéhez kötődnek. Ezekben a horvát közelmúlt néhány tapasztalatát, az egyén és a kormány viszonyát, a társadalmi és emberi környezettől való elidegenedést vette górcső alá. Különösen érdekli a kormányzás mechanizmusának elemzése egy totalitárius társadalomban. Az ún. parabolikus realizmus és Gogol groteszk elemeivel, irracionális erők által irányított valóságot tárja fel. Az „Orden” című regénye modern társadalmi szatíra. Ebben az epikus történetmesélés konvencióinak feltörése fokozza az irónia benyomását. A belőle írt Orden című színdarabot 1990-ben mutatták be Zágrábban. A regény német fordítása a Híd című folyóirat különkiadásaként jelent meg (Zágráb és Bamberg 1991). Legújabb műveiben a valóság és a csípős humor érdekében elnyomja az iróniát, a groteszket, a fantáziát és a mitikus szimbolikát. „Tajnoviti ponor” (A titkos mélység) című kalandregényét elsősorban fiataloknak írta. Művei megjelentek a Kortárs horvát regények (Maribor 1974) és a Horvát fantasztikus próza és festészet antológiája (Zágráb, 1975) című antológiákban. A „Staljinova slika i druge priče” (Sztálin képe és egyéb történetek) című könyvéért megkapta a Jugoszláv Kommunista Ifjúsági Szövetség (SKOJ) Sedam sekretara-díját (1971) és a Mladost újság díját (1972), a Gulin története című novelláért a Večernji list-díjat (1975), a Sreća című novelláért pedig a Zijo Dizdarević-díjat (1979). 2005 és 2008 között a Horvát Írószövetség elnöke volt.

## Főbb művei
- Iza bregova. Osijek 1965.
- Staljinova slika i druge priče. Zagreb 1971, 1975, 1993.
- Tridesetogodišnje priče. Zagreb 1979.
- Dnevnik po novome kalendaru. Zagreb 1980.
- Orden. Zagreb 1981.
- Tajnoviti ponor. Zagreb 1981.
- Pripovijetke. Sarajevo 1985.
- Otok. Grafička mapa (társszerző: V. Nevjestić). Paris 1989.
- Abeceda licemjerja. Zagreb 1993.